# Tethyrhynchia mediterranea
Tethyrhynchia mediterranea is een soort in de taxonomische indeling van de armpotigen. De armpotige is een vastzittend dier met een tweekleppige schelp. Het voedingsapparaat van het dier is een lofofoor, een ring met daarop holle tentakels. Op die lofofoor zitten cilia, kleine zweephaartjes, waarmee een waterstroom naar de mond opgewekt wordt.
De armpotige behoort tot het geslacht Tethyrhynchia en behoort tot de familie Tethyrhynchiidae. De wetenschappelijke naam van de soort werd voor het eerst geldig gepubliceerd in 1994 door Logan & Zibrowius.